# 光通寺
光通寺（こうつうじ）は、愛知県名古屋市西区比良3丁目501にある曹洞宗の寺院。佐々成政の出身地としても知られる。

## 歴史
寛永2年（1625年）、尾張国丹羽郡岩倉（現・愛知県岩倉市）の龍潭寺六世養室源育和尚を開祖として、春日井郡比良村（現・名古屋市西区比良）の比良城跡に建立された。比良城は天文年間、佐々成政の父佐々成宗の築城とされる。

## 境内
- 本堂
- 山門
- 墓地 - 佐々成政城址（比良城）の石碑がある。

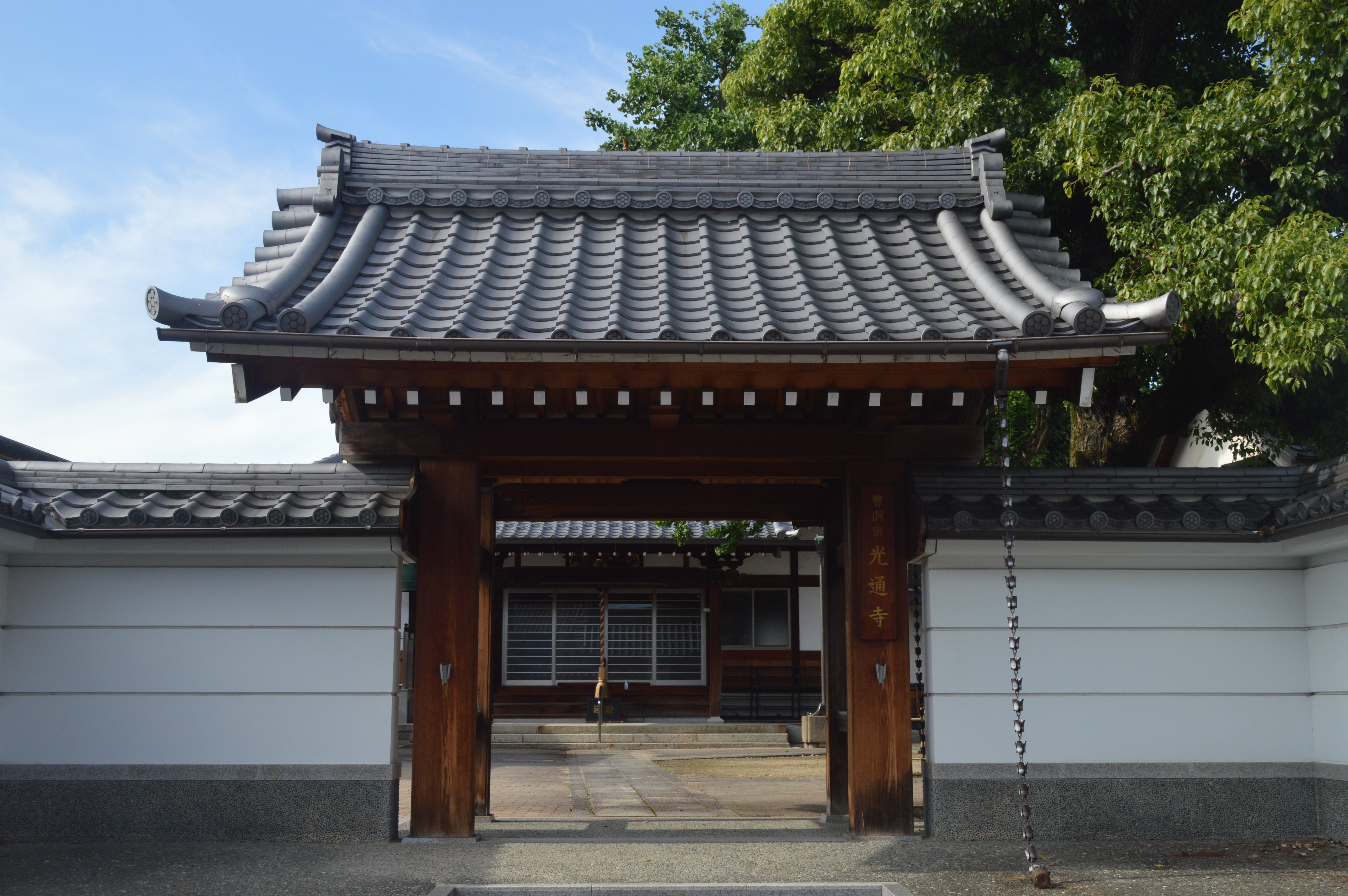
山門
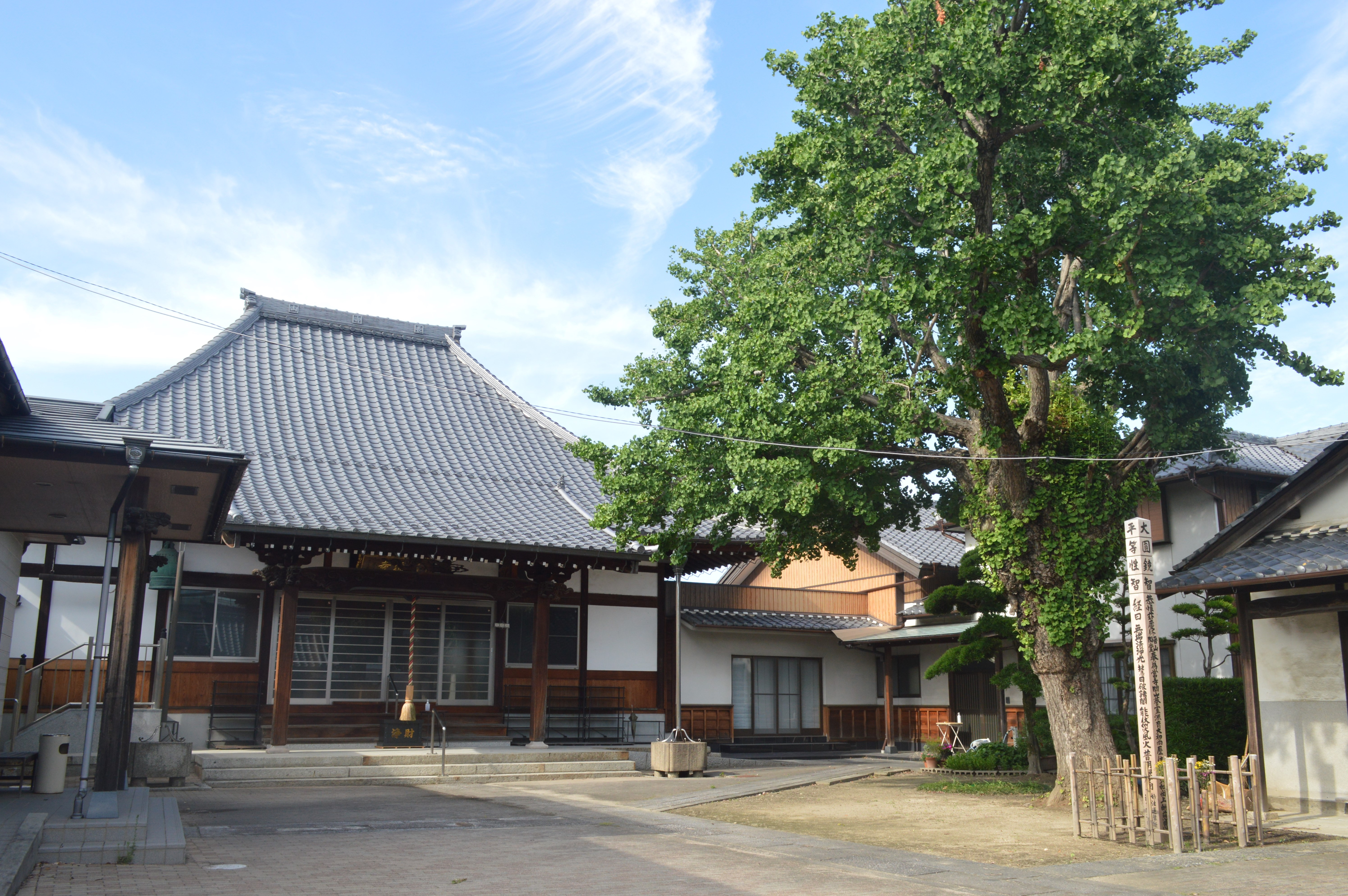
境内
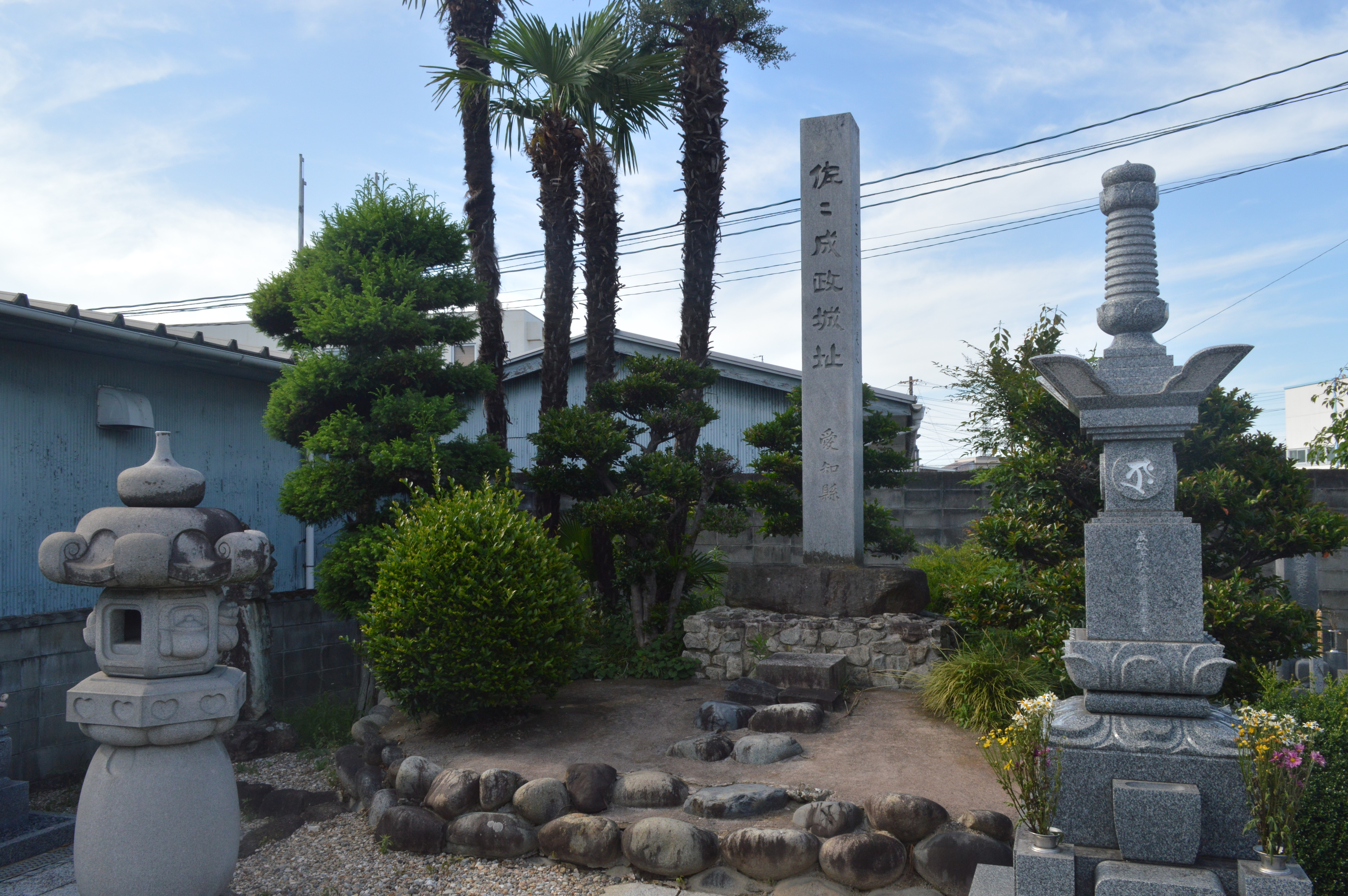
石碑「佐々成政城址」